# Maggie Mae
A Maggie May (vagy Maggie Mae) egy hagyományos liverpooli népdal egy prostituáltról, aki kirabolt egy "hazafelé tartót" tengerészt.
John Manifold a Penguin Australian Song Book című könyvében úgy jellemezte, hogy "valószínűleg liverpooli eredetű, de rendkívül népszerű a tengerészek körében a világ minden táján". Az 1950-es évek végétől széles körben elterjedté vált a népdal skiffle változata.
1964-ben a zeneszerző és szövegíró, Lionel Bart (az Oliver! című musical alkotója) a dalt és annak hátterét felhasználta a Liverpool Docks körüli zenei díszlet alapjául. A Maggie May-nek is nevezett show két évig futott Londonban. 1970-ben a The Beatles által előadott dal rövid részlete felkerült a Let It Be című albumukra.

## Dalszöveg
A legtöbb népdalhoz hasonlóan a Maggie Mae-nek a szövege is számos változatban fennmaradt. A dal több valós liverpooli utcát is megnevez, különösen a városközpontban található a Lime Street-et.
A The Beatles verziójában, melynek dalszerzője John Lennon, Paul McCartney, George Harrison és Ringo Starr a következő dalszöveg hangzik el:
Oh dirty Maggie Mae
They have taken her away
And she never walk down Lime Street any more

Oh the judge he guilty found her
Of robbing a home a pounder
That dirty no good robbin' Maggie Mae

Just a part of Liverpool,
She earned a term me too
Two pounds ten a week, that's was my pay

## The Beatles-változat
A The Beatles egy rövid részlete adott elő a dalból viccként 1969 januárjában a Get Back ülések során. Ezt akkor tették, amikor a stúdióban bemelegítésként régi rock and roll , valamint skiffle dalok játszottak el, amelyeket ismertek, és eljátszottak tizenéves korukban. A dalt erős liverpool-i (scouse) akcentusban adták elő. Ennek lerövidített változata felkerült az 1970-es Let It Be albumra, annak is a lemez első oldalára, közvetlenül a címadó dal után záródalként.
Az általuk előadott verziót Maggie Mae-nek írták a számlistán, és mind a négy Beatle-t a hagyományos dal zeneszerzőiként jelölték meg, így lehetővé téve számukra, hogy begyűjtsék a részesedését a köztulajdonban lévő dalból esedékes bevételekből. 39 másodpercével ez a második legrövidebb dal egy hivatalos Beatles albumon (a legrövidebb a Her Majesty a maga 23 másodpercével). Ez volt az első feldolgozás azóta,hogy 1965 júliusában az Act Naturally-t rögzítették a Help! album ülésein.
Ez a dal és a Dig It ugyan megtalálható a Let It Be albumon, de nem szerepelnek a 2003-as Let It Be... Naked válogatásalbumon. Ez csak az albumhoz kiadott, 17 perc 30 másodperces Fly on The Wall bónuszlemezen szereplő egyvelegén található meg. Ez túllépi az eredeti Let it Be-n szereplő 39 másodperces változatot, és 54 másodpercnél az I Fancy Me Chances dal következik, miközben McCartney énekli a "Take it Maggie...oh, I fancy me chances with you" sort.
A dal a The Quarrymen, a Lennon által alapított skiffle-csoport (amelyből később 1960-ban a The Beatles együttes alakult) repertoárjának egyik fontos eleme volt. Lennon nem sokkal 1980-ban bekövetkezett halála előtt még mindig készített házi demófelvételeket a dalról. Ezek az esetek fontos személyes kapcsolatot mutatnak Lennon és a dal között, és hozzájárulhatott ahhoz, hogy a részlet felkerüljön a Let It Be albumra.
A dal kétszer szerepel a 2009-es John Lennon - A fiatal évek című életrajzi filmben. Először a tinédzser John Lennon-nak az édesanyja, Julia játssza el, majd később ő maga is megtanulja eljátszani, mindkét esetben egy négyhúros bendzsón adják elő. Később a filmben a dalt elsőként Lennon bandája, a The Quarrymen játszotta, habár valójában nem ez volt a zenekar első nyilvánosan előadott daluk. A film szereplőgárdájának feldolgozása (The Nowhere Boys név alatt) megjelenik a filmzene albumon.
A dalt a 2017-es A Karib-tenger kalózai: Salazar bosszúja című filmben a Paul McCartney által megformált Jack bácsi énekli el.

### Közreműködik
Ian MacDonald szerint:
- John Lennon – ének, Gibson J-200 típusú akusztikus gitár
- Paul McCartney – ének, Martin D-28 típusú akusztikus gitár
- George Harrison – Fender Telecaster típusú elektromos gitár
- Ringo Starr – dob

## Fordítás
Ez a szócikk részben vagy egészben  a   Maggie May (folk song) című angol Wikipédia-szócikk fordításán alapul.  Az eredeti cikk szerkesztőit annak laptörténete sorolja fel. Ez a jelzés csupán a megfogalmazás eredetét és a szerzői jogokat jelzi, nem szolgál a cikkben szereplő információk forrásmegjelöléseként.

### Angol nyelvű
Spitz, Bob: The Beatles: The Biography. Boston: Little, Brown, 2005. ISBN 0-316-80352-9

### Magyar nyelvű
- Bánosi György – Tihanyi Ernő: Beatles zenei kalauz. Az együttzenélés és a szólóévek. 1958–1999. Budapest: Anno Kiadó, 1999. ISBN 963-853-895-3
- Ian Macdonald: A fejek forradalma. A Beatles és a hatvanas évek. (ford. Révbíró Tibor) Budapest: Helikon Kiadó, 2015. ISBN 978-963-227-468-3
- Marsi József: Beatles Kódex – A Beatles együttes teljes életművének enciklopédiája. (bővített kiadás) Budapest: Könyvműhely, 2022. ISBN 978-615-01-5036-9

## Külső hivatkozások
Maggie May instrumentális változat
Darling Nellie Gray
Jelenet#1 a John Lennon - A fiatal évek című filmből
Jelenet#ˇ2 a John Lennon - A fiatal évek című filmből
A Maggie May népdal szövegének változatai